# Mighty Mouse

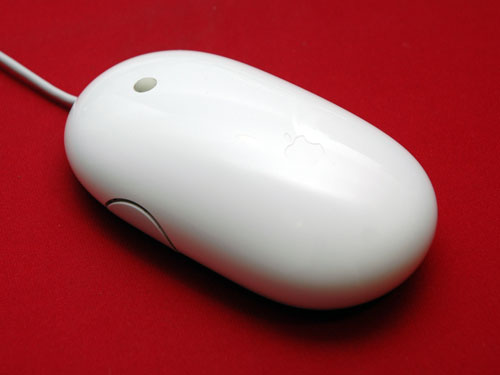
Mighty Mouse.

O Mighty Mouse é o primeiro mouse multibotão fabricado e vendido pela Apple Computer. Foi anunciado e vendido pela primeira vez em 2 de agosto de 2005. Antes do Mighty Mouse, a Apple só tinha vendido mouses de um botão apenas, começando pelo Apple Lisa 22 anos antes. A introdução do novo mouse veio oito semanas após o anúncio da transição da linha de computadores Macintosh para microprocessadores Intel. O mouse começou a ser enviado junto da revisão da linha iMac G5 (com a câmara iSight integrada) no dia 12 de outubro e em 19 de outubro de 2005 também começou a ser enviado com a linha Power Mac.
O nome do mouse é utilizado sob licença da Viacom, dona da série de desenho animado Mighty Mouse, mas esse deve ser apenas um ato de precaução já que não é um produto similar.
O Mighty Mouse é feito de plástico branco (não há nenhum tipo de transparência como na linha anterior Apple Pro Mouse), com um logotipo da Apple incluído no centro do produto em baixo-relevo. O mouse USB apresenta uma "bola de rolagem" ao invés de uma roda, possibilitando que os usuários rolem pela tela em todas as direções. Os botões pressionáveis nas laterais são programáveis para lançar aplicativos ou ativar recursos do sistema operacional, como o Dashboard e o Exposé. Esses dois botões não são programáveis separadamente; o programa indica que eles foram feitos para serem usados como um só botão. Como mouses anteriores da Apple, o Mighty Mouse utiliza tecnologia óptica para detectar os movimentos do mouse.
O mouse em si é fácil de operar porque seus dois botões agem como se fossem apenas um e usam a mesma cobertura plástica. Geralmente, um usuário utiliza os dois botões para dar um clique esquerdo e então remove o dedo esquerdo para dar um clique direito. Por padrão, o Mac OS X está configurado para não detectar um clique direito para evitar confundir iniciantes.
O mouse também é compatível com PCs rodando Microsoft Windows sem drivers adicionais (que também não estão disponíveis). No entanto, algumas funcionalidades controladas por programa, como rolagem horizontal, podem não estar disponíveis.
Na página da Apple Store, o mouse custa US$ 49 nos Estados Unidos, £ 35 no Reino Unido, € 55 na Eurozona e ¥ 5670 no Japão.